# Ghesquierellana johnstoni
Ghesquierellana johnstoni is een vlinder uit de familie van de grasmotten (Crambidae), uit de onderfamilie van de Spilomelinae. De wetenschappelijke naam van deze soort is voor het eerst voorgesteld als Polygrammodes johnstoni door Willie Horace Thomas Tams in een publicatie uit 1941.
De soort komt voor in Congo-Kinshasa en Oeganda.